# Void
Void is een Amerikaanse hardcorepunkband uit begin jaren tachtig afkomstig uit Columbia (Maryland).
De band werd opgericht in de herfst van 1980 en was een van de bands die de hardcore-scene in Washington definieerden. Void was tevens een van de eerste bands uit het punkgenre dat experimenteerde met heavy metal. De band heeft drie jaar bestaan en tijdens dat bestaan een album (Faith/Void Split) uitgegeven. In 1984 ging de band ter ziele.

## Leden
- John Weiffenbach - zang
- Bubba Dupree - gitaar
- Chris Stover - basgitaar
- Sean Finnegan - drums